# Arpeggio
Een arpeggio of gebroken akkoord is een akkoord waarvan de tonen niet tegelijk maar na elkaar worden gespeeld. Dit is een soort muziekversiering.
Op een harp kan men een reeks tonen eenvoudig na elkaar spelen door met de vinger langs de snaren te strijken en dat verklaart de naam arpeggio, Italiaans voor "als een harp". Geheel juist is deze naam niet, want op een normale harp speelt men op die manier een  diatonische reeks. Het spelen van een normaal akkoord, bijvoorbeeld bestaande uit  tertsen, als arpeggio of gelijktijdig, is op een harp niet eenvoudiger dan op andere instrumenten.

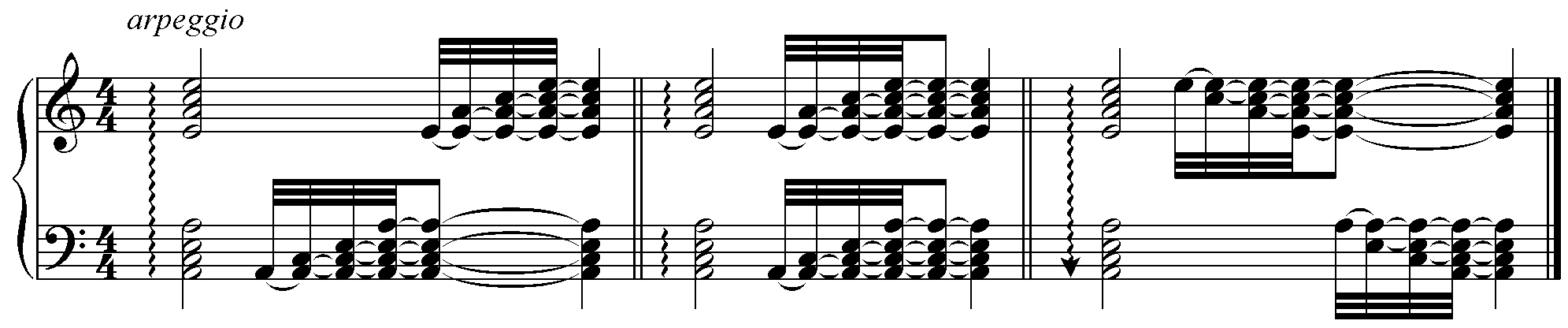
Drie arpeggio's in pianonotatie. In elke maat staat een arpeggio (met een golflijntje links naast het akkoord) en direct daarachter hoe de uitvoering is. Een pijltje onder het golflijntje (begin van de derde maat) is een dalend arpeggio.

## Speelwijze
Op de piano kan men een arpeggio spelen als een akkoord zo wijd is dat het niet gelijktijdig met één hand kan worden aangeslagen. Het arpeggio vindt men vooral terug in de begeleiding. Als de tonen van zo'n akkoord na elkaar verschijnen, spreekt men van een 'gebroken akkoord'. Als dit 'breken' snel gebeurt wordt dit ook wel arpeggio genoemd.
Op de piano begint men vaak met de laagste noot, maar er kan ook een dalend arpeggio worden gespeeld, beginnend met de hoogste noot. Dit wordt genoteerd met een pijltje onderaan het golflijntje.
Bij blaasinstrumenten is het niet mogelijk twee tonen tegelijk te spelen en moet een akkoord als arpeggio worden gespeeld. Vaak wordt zo'n arpeggio dan op en neer gespeeld, bijvoorbeeld c-e-g-c'-g-e-c, een lang gebroken drieklank.
Bij de gitaar is het arpeggio ook een veel gebruikte techniek, vaak voorkomend in jazz,  metal en soms blues.
Bij de beiaard speelt men meestal beurtelings een lage en een hoge toon, zodat de handen niet gekruist hoeven te worden. Bijvoorbeeld c-g-e-c'.

## Voorbeelden van uitgeschreven arpeggio's
Arpeggio's komen ook in uitgeschreven vorm voor:

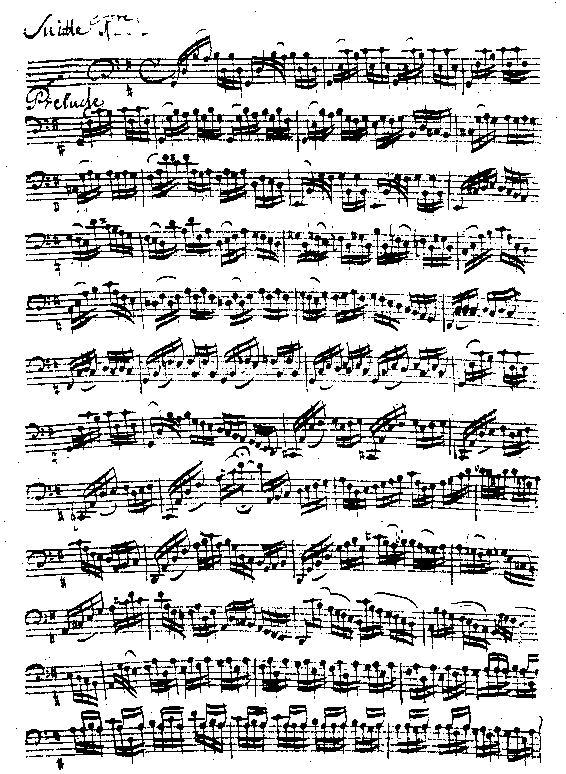
Cello Suite nr.1 in G-groot J.S. Bach
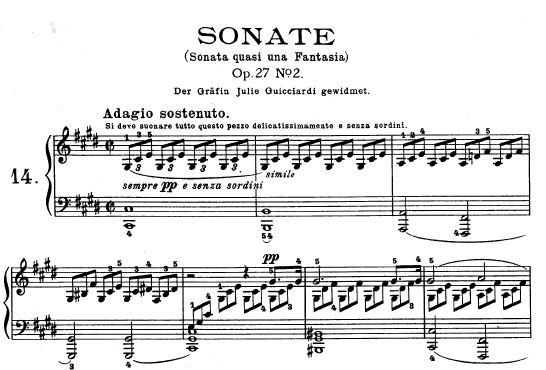
Opening van de Mondscheinsonate van Beethoven
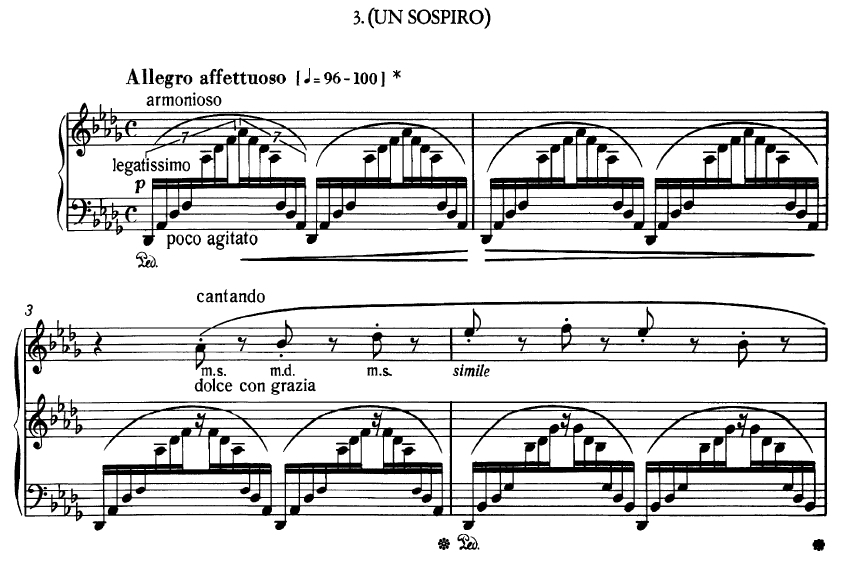
Un Sospiro, openingsmaten, Concertetude 3 van Franz Liszt

Een ander voorbeeld van een  compositie waarin het arpeggio voorkomt is Vox Balaenae.
Hieronder een geluidsvoorbeeldje: een fluit-achtig geluid en een harp spelen een gearpeggieerde I–♭VII–IV–I akkoordprogressie in verschillende  toonaarden, later gevolgd door  snaarinstrumenten die hetzelfde akkoord als de harp spelen, maar dan gelijktijdig.